# ユーラシアカップ
ユーラシアカップ（EurAsia Cup）は、男子ゴルフのアジアと欧州の出身選手による団体対抗戦。2014年から隔年開催されている。

## 概要
2006年から開催されていたロイヤル・トロフィーはアジアと欧州のツアー対抗戦で開催されていた。しかし本大会はアジアと欧州の出身選手による対抗戦で開催との主張されており、2014年に開催された第1回大会ではある通信社の記者が「侵略行為だ」として完全なパクリ大会と指摘されていた。なお欧州選抜はその年のライダーカップのキャプテンが主将を務める。

## 歴代成績
| 年   | 開催コース                                  | 勝利チーム  | スコア | 欧州主将                   | アジア主将               |
| ---- | ------------------------------------------- | ----------- | ------ | -------------------------- | ------------------------ |
| 2018 | Glenmarie Golf and Country Club, マレーシア | Team Europe | 14–10  | トーマス・ビヨン           | アージュン・アトワル     |
| 2016 | Glenmarie Golf and Country Club, マレーシア | Team Europe | 18½–5½ | ダレン・クラーク           | ジーブ・ミルカ・シン     |
| 2014 | Glenmarie Golf and Country Club, マレーシア | 引き分け    | 10–10  | ミゲル・アンヘル・ヒメネス | トンチャイ・ジェイディー |